# Ђир
Ђир (рум. Giera) је село и управно средиште истоимене општине, која припада округу Тимиш у Румунији. Насеље је значајно по присутној српској националној мањини у Румунији.

## Положај насеља
Село Ђир се налази у источном, румунском Банату, на 5 km удаљености од Србије. Село се налази у равничарском делу Баната, између река Тамиша и Брзаве. Ђир је удаљен 70 km од Темишвара.

## Историја
По "Румунској енциклопедији" први помен овог места у историји је 1322. године, када се среће у католичким списима. У 17. веку ту живе Срби. Године 1717. ту је пописано 12 кућа, а припадало је Чакову. Село је дуго било већинско српско, мада су временом досељавани Немци и Мађари.
По српском извору место је наводно насељено 1775. године. Међутим, још раније оно постоји; године 1764. општина Ђир је била у Чаковачком протопопијату.
Ђир је 1764. године православна парохија у Чаковачком протопрезвирату. Царски ревизор Ерлер је 1774. године констатовао да се место "Gyrr" налази у Чаковачком округу, Чаковачког дистрикта, а да је становништво измешано, српско-румунско. Када је 1797. године пописан православни клир у месту је записан само један свештеник. Парох, поп Јован Михајловић (рукоп. 1792) служио се српским и румунским језиком.
Поред Ђира ће проћи жељезничка пруга после 1897. године.
Године 1905. Ђир је мала политичка општина, у Модошком срезу. Ту живи 1260 становника у 217 домова. Срба има мало; Њих 312 душа (или 25%) са 47 кућа. Од српских јавних здања ту су православна црква и народна школа. Од комуникацијских ресурса постоје ПТТ и жељезничка станица.

## Црква
Православно парохијско звање је основано 1777. године, а црквене матичне књиге крштених се воде од 1781. године. Матице венчаних и умрлих уписују се од 1779. године. По државном шематизму православног клира Угарске из 1846. године у Ђиру има 358 православних житеља. Православни храм је посвећен Св. арханђелима, а парох је Гаврил Милошевић.
Православни свештеник је записан 1767. године, у цркви старијој од 1753. године. Била је то мала богомоља од плетера, покривена шиндром али и живописана од стране зографа. Црква грађена 1777. године служећи на добробит села страдала је у пожару заједно са црквеним матичним књигама 1910. године. Садашња нова црква посвећена празнику Вазнесењу Господњем или Спасовдану, грађена од печене опеке 1912-1913. године, такође спада у невелике храмове. У њу је пренет древни резбарени иконостас из прве цркве плетаре, додатно ојачан зиданим стубовима, на којем се налазе потписи зографа Георгија Петровића и Михаила Николајевића из 1753-1755. године. Неке од целивајућих икона су рађене између 1855-1868. године руком Д.И. Петровића, и биле су посед новосадске саборне цркве.
По протопрезвитерском извештају са краја 1891. године у ђирској православној парохији има једна црква са свештеником, а 243 православне душе живи у 51 српском дому. Због малобројности и оскудице становника Срба, Ђир 1897. године није имао свог пароха, па је долазио да буде "душепопечирељ", поп из Толвадије. Био је администратор парохије ђирске 1898. године поп Јелисеј Банеу. Поп Радивој Станижан је 1904-1906. године администратор у Ђиру и Толвадији. Затим у месту администрира поп Сретен Јовановић, родом из Српског Св. Петра. Црквена општина је уређена, а скупштина редовна под председништвом Светозара Кнежевића. Црквено-општински посед је од 34 кј. земеље, и има српско православно гробље. Парохија је најниже шесте платежне класе, има парохијски дом и парохијску сесију од 30 кј. земље. Нови администратор Ђирске парохије постао је 1907. године калуђер, јеромонах.

## Школа
У народној вероисповедној школи у Ђиру било је 1846. године само три забележена ученика, које је учио Сава Кнежевић.
На завршетку школске године, током летњег распуста организован је 1858. године у Сомбору, на препарандији, шестнедељни практични учитељски курс. У раду је учествовало око 150 српских учитеља са свих страна, а понајвише из бившег Српског Војводства. Најстарији полазник те обуке био је стари учитељ из Ђира, Сава Кнежевић. Он је слушао "норму" у ТемишваруSIRUTA код окружног директора Григорија Обрадовића, још 1809. године. Народни учитељ 1866. године у Ђиру је Сима Савић. Крајем лета 1893. и 1895. године расписан је истоветан конкурс за српског учитеља у Ђиру, са платом од 80 ф. Перовођа школског одбора тада је учитељ Ђока Милитарски.
Две године касније 1897., Ђирчани су тражили да им епархија додели у једном лицу и пароха и учитеља, због немаштине која влада у тој општини. Нову школу су подигли у Ђиру и захваљујући прилозима хуманих људи са стране, па им је преко новина октобра 1898. године изражена јавна захвалност. За прилог од 159 ф. захвалили су се у име општине, председник Богољуб Брадаш, перовођа Светозар Кнежевић учитељ, и школски старатељ Лаза Голубов. Администратор ђирске парохије поп Исидор Николић није био савестан, због чега су се на њега жалили мештани. У Ђиру ће се 1899. године именовати и друга учитељица. Конкурс за учитеља расписан је 1900. године за ђирску школу. Међу врло сиромашне општине у Темишварској епархији 1902. године је Ђир, ту не могу да дају плату учитељу већу од 300 ф. Годинама су и добијали припомоћ из митрополијских фондова. Они су и најоптерећенији по разним наметима. Јула 1906. године расписан је стечај за упражњено место учитеља у српској народној школи у Ђиру, са понуђеном платом од 600 круна. Изабран је учитељ Младен Бајић родом из Ђале. Године 1907. дефинисано је да у месној школи буду две учитељске снаге. Српска народна школа у месту има једно школско здање. Од школске деце тада је 31 ишло на редовну наставу, а 22 у пофторну школу, док је њих осам ишло у туђе школе. Деца су због тескобног простора у учионицама седела измешана, мимо правила. Не могу без стране помоћи ни школску зграду да направе каже се 1907. године. Када је тешко оболео српски народни учитељ у Ђиру Младен Бајић (ту од 1905/1906), покренута је широка хуманитарна акција скупљања прилога за издржавање његове породице 1912. године. Власници "Јужно-угарске штампарије" из Темишвара су бесплатно штампали дописнице које су затим слате по целом српству. Дуг је списак хуманих људи и друштава који су прилагали суме, уредништву учитељског гласила, које је правио учитељ Михајло Предић из Српског Св. Мартина. Сваких десетак дана добијала је гђа Бајић у Ђиру, преко поште извесне износе круна.
За Фонд Св Саве свој прилог је 1895. године дало 22 мештанина Ђира.

## Становништво
Попис Срба у месту Ђир средином 19. века показивао је опадање. Тако 1847. године ту има 358 Срба, а двадесет година касније - 326. По последњем попису из 2002. године село Ђир имало је 685 становника. Последњих деценија број становника опада.
Село је од давнина било вишенародно, а месни Срби су одувек били мањина. Данас је њихов број осетно мањи него пре неколико деценија, а слична судбина задесила је и немачку и мађарску заједницу у селу. Национални састав на појединим пописима био је следећи:
| Година пописа | 1910. год.  | 1992. год.  | 2002. год.  |
| Укупно ст.    | 1.281       | 678         | 685         |
| Срби          | 355 (27,7%) | 94 (13,9%)  | 62 (9,1%)   |
| Румуни        | 27 (4,0%)   | 252 (37,2%) | 315 (46,0%) |
| Мађари        | 311 (24,3%) | 254 (37,5%) | 242 (35,3%) |
| Немци         | 587 (45,8%) | 31 (4,6%)   | 14 (2,1%)   |
| остали        | 1 (0,1%)    | 47 (6,9%)   | 52 (7,6%)   |